# Brasão de Bento XVI

Brasão do papa Bento XVI

O Brasão de Bento XVI é um escudo eclesiástico.

## Descrição
Escudo eclesiástico, em campo de gules, uma Vieira de jalde, mantelado de jalde, tendo à destra uma cabeça de mouro de sable, embocada, coroada e ornada de gules e, à senextra, um urso de sable armado e lampassado de gules, carregado de um fardo de gules, cinturado de argente. O escudo está assente em tarja branca, na qual se encaixa o pálio papal (omofório) branco com cruzetas de goles. O conjunto pousado sobre duas chaves decussadas, a primeira de jalde e a segunda de argente, atadas por um cordão de gules, com seus pingentes.

## Elementos externos
- Timbre: uma mitra papal de argente, com três faixas de jalde.
- Listel: de gules, sob o escudo, com o mote: Cooperatores Veritatis, em letras de jalde.
- Tenentes: quando são postos, estes são dois anjos de carnação, sustentando cada um, na mão livre, uma cruz trevolada tripla, de ouro.

## Interpretação
O escudo obedece às regras heráldicas para os eclesiásticos. Os esmaltes: gules (vermelho) e jalde (ouro) são as cores de Roma: sangue e ouro. O campo de gules (vermelho) simboliza o fogo da caridade inflamada no coração do Soberano Pontífice pelo Divino Espírito Santo, que o inspira diretamente no governo supremo da Igreja, bem como valor e o socorro aos necessitados, que o Pai espiritual de todos os cristãos deve dispensar aos seus filhos.
A Vieira (concha) tem três significados: o primeiro, de cunho teológico, recorda a passagem de Santo Agostinho, que, encontrando um jovem na praia, que com uma concha procurava pôr toda a água do mar num buraco cavado na areia, lhe perguntou o que fazia; e, tendo obtido a resposta, explicou-lhe a sua vã tentativa, e, assim, Santo Agostinho compreendeu a referência ao seu inútil esforço de procurar fazer entrar a infinidade de Deus na limitada mente humana. Está aí expresso um convite ao conhecimento de Deus, mesmo se na humildade da incapacidade humana. O segundo significado da Vieira, já há séculos usado, é o do peregrino, simbolismo que Bento XVI quer manter vivo, no seguimento das pegadas do Papa João Paulo II, grande peregrino em todas as partes do mundo. E, por último, a Vieira também é o símbolo presente no brasão do antigo mosteiro beneditino de Schotten, perto de Ratisbona, na Baviera, ao qual o Papa se sente espiritualmente muito ligado. A Vieira, pelo seu metal, jalde (ouro), simboliza: nobreza, autoridade, premência, generosidade, ardor e descortínio. A partição em mantel, em italiano chamada "cappa", é um símbolo de religião, indicando um ideal inspirado na espiritualidade monástica, e mais tipicamente na beneditina. Os campos de jalde (ouro), têm o significado já descrito deste metal; nestes campos encontram-se também dois símbolos provenientes da tradição da Baviera, que o Cardeal Joseph Ratzinger, ao tornar-se em 1977 arcebispo de Munique e Frisinga tinha introduzido no seu brasão arquiepiscopal.

Brasão cardinalício de Joseph Ratzinger.

À senestra (esquerda), a cabeça de mouro, com lábios, coroa e colar de gules (vermelho), é o antigo símbolo da diocese de Frisinga, que surgiu no século VIII, tornando-se arquidiocese com o nome de Munique e Frisinga em 1818, depois da Concordata entre o Papa Pio VII e o rei Maximiliano José, da Baviera, em 5 de Junho de 1817. A cabeça de mouro, na tradição bávara é muito frequente, sendo denominada caput ethiopicum, ou mouro de Frisinga. À dextra (direita), o urso, de sable (negro), que carrega no seu dorso um fardo, relembra uma antiga tradição que o primeiro bispo de Frisinga, São Corbiniano, tendo-se posto em viagem a cavalo rumo a Roma, ao atravessar uma floresta foi atacado por um urso, que lhe devorou o cavalo; contudo, ele conseguiu não só aplacar o urso, mas carregar nele a sua bagagem fazendo-se acompanhar por ele até Roma. A fácil interpretação da simbologia quer ver no urso domado pela graça de Deus o próprio bispo de Frisinga, e costuma ver no fardo o peso do episcopado por ele carregado. O urso, por sua cor, de sable (preto) simboliza: sabedoria, ciência, honestidade e firmeza; e a carga, por sua cor, Gules, tem o significado deste esmalte, descrito acima; as amarras de argente (prata), traduzem: inocência, castidade, pureza e eloquência.
Os elementos externos do brasão expressam a jurisdição suprema do papa. As duas chaves "decussadas", uma de jalde (ouro) e a outra de argente (prata) são símbolos do poder espiritual e do poder temporal. E são uma referência do poder máximo do Sucessor de Pedro, relatado no Evangelho de São Mateus, que narra que Jesus Cristo disse a Pedro: "Dar-te-ei as chaves do reino dos céus, e tudo o que ligares na terra será ligado no céu, e tudo o que desligares na terra, será desligado no céu" (Mt 16, 19). Por conseguinte, as chaves são o símbolo típico do poder dado por Cristo a São Pedro e aos seus sucessores.
A mitra pontifícia usada como timbre, recorda em sua forma e esmalte, a simbologia da tiara, sendo que as três faixas de jalde (ouro) significam os três poderes papais: Ordem, Jurisdição e Magistério, ligados verticalmente entre si no centro para indicar a sua unidade na mesma pessoa.

Bandeira da Guarda Suíça com o brasão do Papa Bento XVI com a tiara papal.

O pálio papal (omofório), muito usado nas antigas representações papais, simboliza ser o Papa pastor universal do rebanho que lhe foi confiado por Cristo. O listel demonstra o seu lema da aspiração e do programa pessoal de vida do Papa Bento XVI que é o compromisso incondicional com a verdade, numa referência à passagem evangélica: "Seja o vosso 'sim' sim, e o vosso 'não' não. O que passa disso vem do Maligno" (Cf. Mt 5,37) e ainda a proclamação de que somente Jesus Cristo é o "Caminho, a Verdade e a Vida" (Cf. Jo 14,6)

## Brasão com a Tiara
O Papa Bento XVI confirmou a continuação da utilização de representações da tiara como símbolo oficial do papado; mantendo-a no brasão da Santa Sé e da Cidade do Vaticano. Embora oficialmente o brasão de Bento não possui a tiara papal, conforme a descrição no site da Santa Sé sobre o assunto, foram confeccionadas versões em que a tiara é exibida em seu brasão, inicialmente na bandeira da Guarda Suíça e nos jardins do Vaticano e posteriormente uma versão mais refinada foi exibida na janela do Apartamento Papal em que o papa recitava o Angelus em 10 de outubro de 2010 (seguindo o projeto de Pietro Siffi, da "Ars Regia", uma firma especializada da cidade de Ferrara, que também confeccionava alguns paramentos com a tiara); esta versão foi retirada quase imediatamente.